# Arco de la Pastora
El arco de la Pastora (siglo X) es una de las tres puertas del recinto amurallado del municipio de Medina Sidonia, Cádiz (España). Fue declarado Monumento Histórico el 3 de junio de 1931.

## Descripción
Se compone de dos arcos de herradura: el primero se apoya sobre dos columnas de origen romano; el segundo, en cambio, lo hace sobre sillares de piedra berroqueña, el mismo material del que está compuesto el dovelaje de sus arcos.
Su nombre antiguo era el de Puerta de la Salada, debido a la fuente del mismo nombre que hay a su lado. En el hueco interior formado entre los dos arcos, existe un altar con una imagen bajo la advocación de la Divina Pastora.